# Gewone bladjager
De gewone bladjager (Dioctria hyalipennis) is een vliegensoort uit de familie van de roofvliegen (Asilidae). De wetenschappelijke naam van de soort is voor het eerst geldig gepubliceerd in 1794 door Fabricius.

## Afbeeldingen

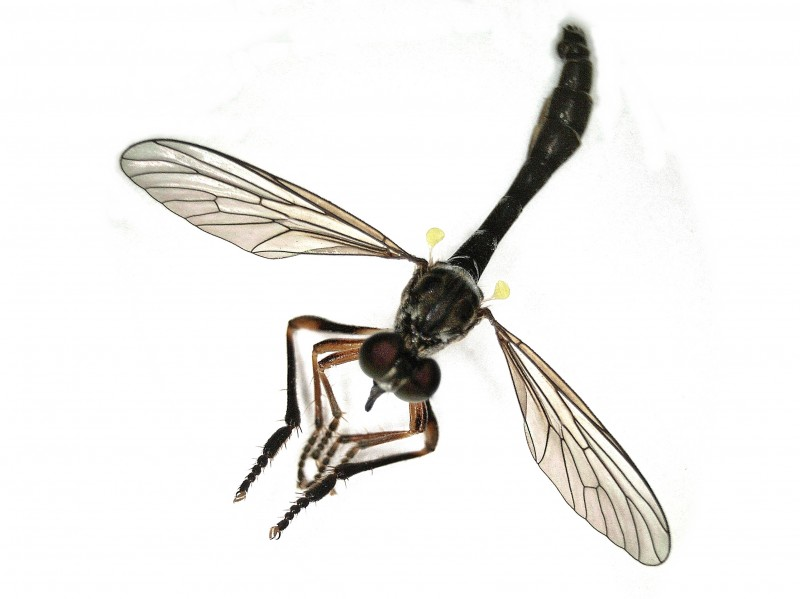
bovenkant
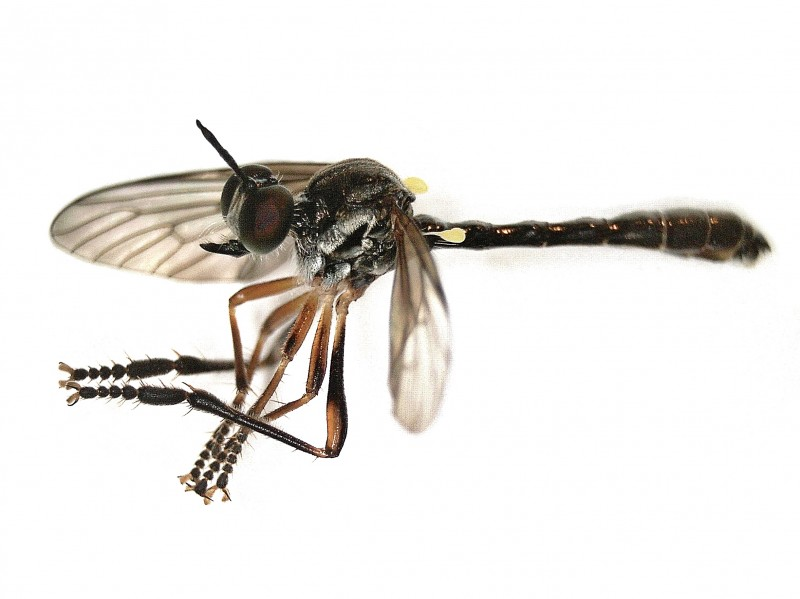
zijkant
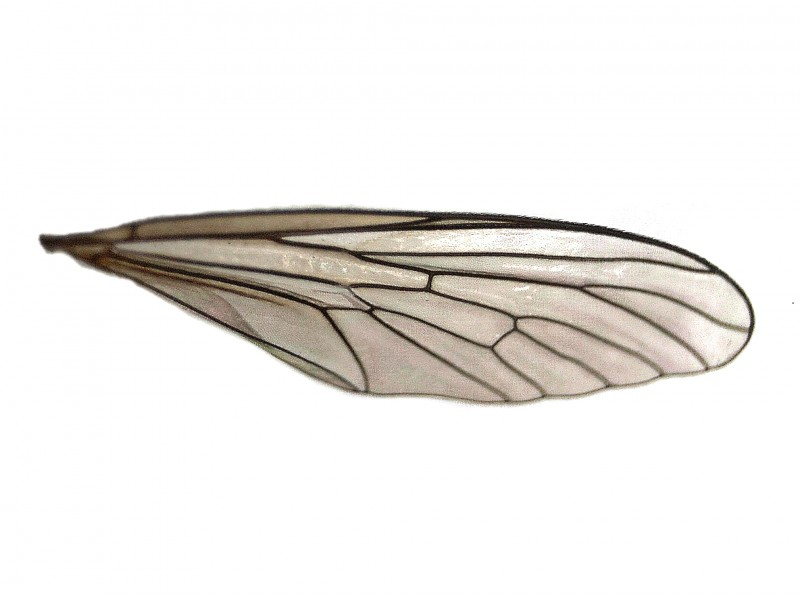
vleugel